# Alertes à la bombe de Boston en 2007

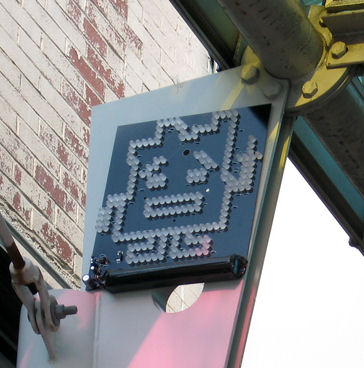
Publicité lumineuse du personnage cartoonesque Ignignokt de la série Aqua Teen Hunger Force faisant un doigt d'honneur, à Cambridge (Massachusetts). Des appareils identiques ont été retirés par le Boston Police Department et le Boston Fire Department le 31 janvier 2007.

Les alertes à la bombe de Boston sont des alertes ayant eu lieu le mercredi 31 janvier 2007, lorsque le Boston Police Department et le Boston Fire Department (en) ont identifié par erreur de petits appareils publicitaires lumineux, affichant deux personnages de la série d'animation Aqua Teen Hunger Force, comme étant des engins explosifs improvisés,. Placés à travers toute la ville de Boston, et dans les villes alentour de Cambridge et Somerville, ces appareils faisaient partie d'une guérilla marketing de campagne publicitaire pour le film d'animation inspiré de la série Aqua Teen Hunger Force, série initialement diffusée dans le programme de nuit Adult Swim sur la chaîne Cartoon Network.
Ces incidents ont provoqué une polémique et des critiques de la part de plusieurs médias, dont The Boston Globe, le Los Angeles Times, Fox News, The San Francisco Chronicle, le New York Times, CNN et The Boston Herald, certains ridiculisant la réaction disproportionnée de la ville, significative selon eux d'un fossé générationnel entre ses représentants et les jeunes habitants de Boston à qui ces publicités étaient destinées. Un groupe de policiers a expliqué que ces appareils partageaient « quelques caractéristiques avec les engins explosifs improvisés », notamment une source d'énergie identifiable, des circuits imprimés visibles et un ruban isolant électrique. Des enquêteurs ont qualifié cet incident de « canular ou quelque chose de similaire ».

## Planning
En novembre 2006, l'artiste de Boston Zebbler (en) (alias Peter Berdovsky) rencontre John (alias VJ Aiwaz) à New York. John travaille à cette époque pour une société de marketing nommée Interference, Inc. (en) et demande à Berdovsky s'il est intéressé de créer un nouveau projet de marketing. Berdovsky et demande l'aide de Sean Stevens pour le projet. 40 appareils électroniques devraient être installés. Adrienne Yee d'Interference lui envoie un courriel avec une liste de villes dans lesquelles pourraient être placardés ces signes. Selon la police, les lieux suggérés pour placarder ces appareils impliquaient « les gares, et autres lieux au trafic important. » Ces appareils devaient être installés discrètement pendant la nuit. Ils étaient payé 300 $ pour leur aide.
Berdovsky, Stevens et Dana Seaver placardent 20 appareils magnétiques durant mi-janvier. Ils intitulent leur activité sous le nom de Boston Mission 1. Durant la nuit du 29 janvier 2007, 18 appareils magnétiques de plus sont mis en place sous le nom de Boston Mission 2,.

### Appareils

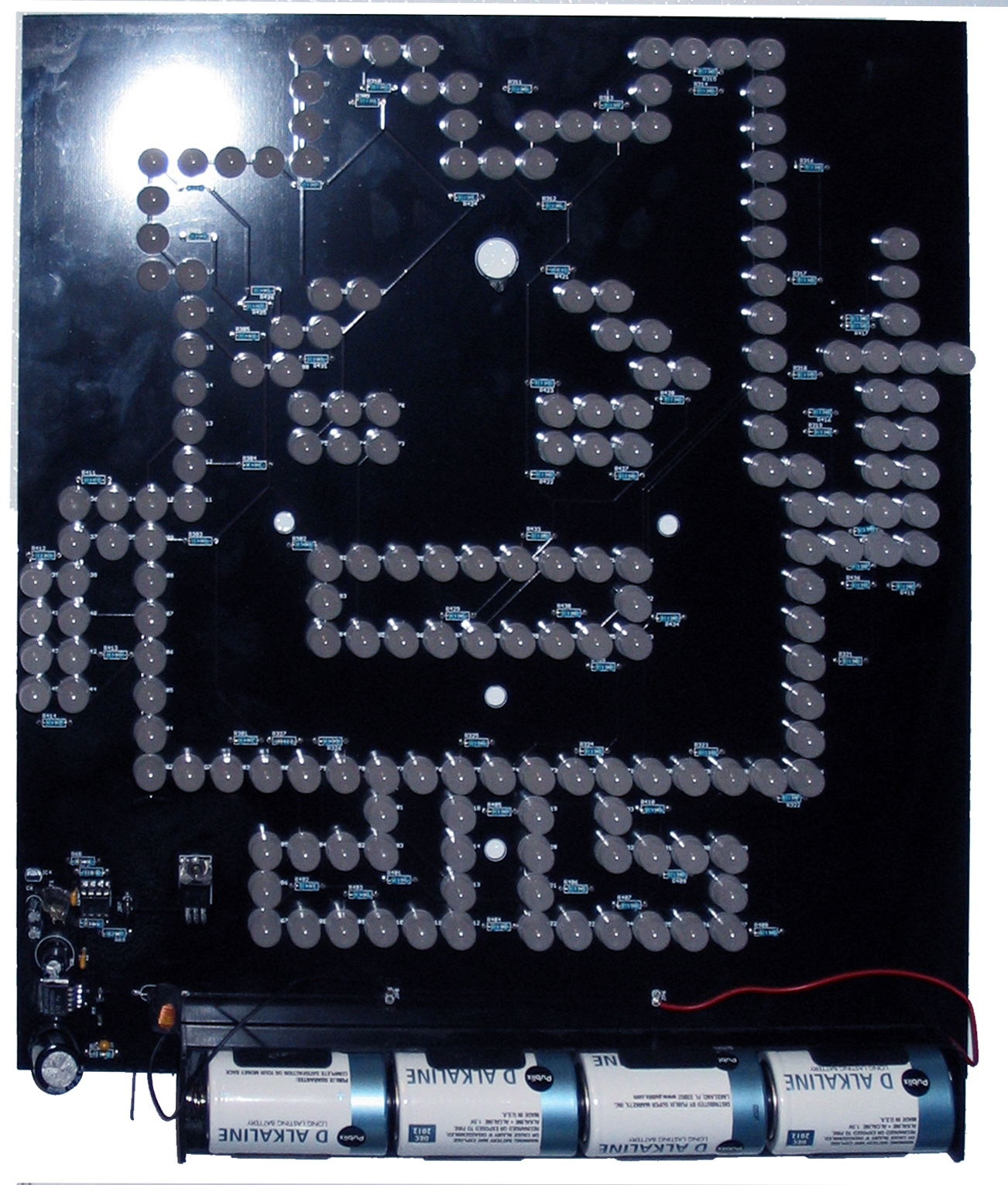
Les appareils ne seront allumés que durant l'après-midi.

Ces appareils ressemblent de près au Night Writer de la Graffiti Research Lab en 2006. Ces appareils sont des petits appareils électriques faisant la promotion du film d'animation intitulé Aqua Teen Hunger Force Colon Movie Film for Theaters. Chaque appareil, mesurant 1 x 1,5 pied, possédait un circuit imprimé noir avec diodes lumineuses et autres composants électriques attachés, notamment.
Ces diodes ont été placées de telle sorte qu'elle représentent les personnages faisant un doigt d'honneur,. Deux variantes de ces appareils ont été fabriquées - un avec le personnage de Ignignokt et l'autre avec celui de Err, des personnages appartenant à la série Aqua Teen Hunger Force.  Le procureur général du Massachusetts Martha Coakley explique que ces appareils « avaient une apparence sinistre. Avec une batterie et des fils reliés par-dessous. »

## Incident
Le 31 janvier 2007, à 9 h, l'équipage de déminage du Boston Police Department reçoit un appel téléphonique demandant de l'aide pour identifier un appareil électrique suspect. Les autorités, répondant d'une manière similaire au Boston Globe, ont décrit le lieu de la scène comme « une armée de véhicules », dont des véhicules de police, de pompiers, d'ambulanciers, et ceux de l'équipe de déminage du Boston Police Department. Des équipes de télévision sont déployées sur place par hélicoptère au-dessus de milliers de curieux. Peter Berdovsky, qui avait lui-même placardé cet appareil, se rend sur les lieux et enregistre la situation. Berdovsky reconnait l'appareil avec lequel les policiers avaient à faire, mais ne les informe pas de ce qu'il sait. Il revient chez lui et contacte la société Interference, qui l'avait engagé pour placarder ces appareils. La société lui explique qu'elle fera le nécessaire pour informer la police, mais que Berdovsky ne devait rien dire sur son implication dans cette affaire.
Durant les premières investigations sur le lieu de l'incident, la police explique que l'appareil « possédait des caractéristiques similaires à ceux d'un engin explosif improvisé », ces caractéristiques impliquant une source d'énergie identifiable, des circuits imprimés externes visibles et un ruban isolant électrique.